# Resident Evil: City of the Dead
Resident Evil: City Of The Dead é o terceiro livro da série Resident Evil, escrito por S. D. Perry. O livro é uma adaptação literária do jogo Resident Evil 2, sendo dentre os seis livros da série o mais fiel a história original, tendo, portanto, Leon S. Kennedy e Claire Redfield como protagonistas tentando escaparem vivos de Raccoon City.

## Enredo
Dois meses após os acontecimentos de Resident Evil: The Umbrella Conspiracy quase todos os habitantes de Raccoon City foram transformados em zumbis por um surto do T-vírus, uma arma biológica desenvolvida pela Corporação Umbrella. Leon S. Kennedy, um policial novato que chega para o seu primeiro dia de trabalho na cidade, e Claire Redfield, uma estudante universitária à procura de seu irmão, Chris Redfield, que acabam de chegar em Raccoon City. Diante ao perigo das ruas e após um acidente envolvendo um caminhão, ambos buscam se refugiar no Departamento de Polícia de Raccoon City a fim de obterem proteção contra a população infectada, no entanto descobrem que o local já não é mais seguro, e a maioria dos policiais já estão mortos. Claire também descobre que Chris já havia deixado a cidade para investigar a sede da Umbrella na Europa. Sem qualquer razão para continuar na cidade, os dois protagonistas se separam para procurar outros sobreviventes e assim fugir da cidade. Enquanto buscavam uma rota de fuga, Claire encontra uma garota chamada Sherry Birkin, que está fugindo de um mutante desconhecido, e Leon encontra Ada Wong, que afirma estar à procura de seu namorado John, um pesquisador da Umbrella.
É descoberto que o chefe da polícia de Raccoon, Brian Irons, havia sido subornado pela Corporação Umbrella para ocultar provas de experimentos da empresa nos arredores da cidade e dificultar as investigações. Eles também haviam escondido o desenvolvimento do novo G-Vírus, um agente capaz de causar mutações generalizadas no corpo de um ser humano. Irons tenta assassinar Claire, mas é morto por um mutante G-vírus no departamento de polícia. Então, Claire e Sherry escapam através dos esgotos e se separaram. Depois de se dividir com Leon, Ada se depara com Sherry, e pega um pingente de ouro da menina, que havia deixado no chão enquanto fugia. Ainda entre os esgotos, Ada relutantemente une-se com Leon novamente, após ele insistir que seu dever é protegê-la. Eles encontram uma mulher de meia-idade que dispara em Ada, porém Leon se lança em sua frente, levando o tiro. Ada e Leon ignoram o fato e seguem a mulher, que se revela ser Annette Birkin, mãe de Sherry, esposa de William Birkin, o cientista da Umbrella que criou o G-vírus. Na tentativa de proteger seu trabalho ele injeta-se com o vírus, que o transformou na criatura mal formada que agora está perseguindo Sherry. Annette reconhece o pingente de sua filha e tenta tirá-lo de Ada. A luta segue – e durante as emoções, Annette é lançada sobre uma grade Ada descobre que o medalhão de ouro contém uma amostra do G-vírus, e mais tarde - tomada por suas emoções - retorna à Leon, cuidando de seus ferimentos.
Enquanto isso, Claire se reúne com Sherry e descobre que Birkin havia implantado em sua filha um embrião para produzir descendentes. Leon, Ada, Claire e Sherry entram em uma fábrica abandonada conectada a Umbrella que servia como um centro de pesquisas. Birkin ataca e deixa Ada gravemente ferida, então Leon explora o laboratório afim de encontrar algo para cuidar de suas feridas. Ele é interrompido por Annette, que lhe explica que a relação de Ada com John era apenas um meio de obter informações sobre a Umbrella, e então ela diz que Ada é uma espiã enviada para roubar o G-vírus, trabalhando para uma organização desconhecida. Quando Annette está prestes a atirar em Leon, o monstro Tyrant aparece e ela é forçada a recuar, Ada então retorna para salvar Leon, e derrota o Tyrant aparentemente à custa da sua própria vida. Enquanto isso, Annette tenta fugir com outra amostra do G-vírus, mas é ferida mortalmente pelo marido mutante (William Birkin). No entanto, antes de morrer, ela diz a Claire como criar uma vacina que irá neutralizar as mutações causadas pelo embrião dentro de Sherry. Depois de preparar a cura, Leon e Claire se reúnem em um trem de fuga, e injetam a vacina no corpo de Sherry, que acaba por salvar sua vida. Birkin se transforma em uma grande criatura e os persegue, porém é morto quando um sistema de auto-destruição faz com que o trem exploda. Depois de escapar da cidade com Sherry, Leon tem a intenção de derrubar a Umbrella, enquanto Claire continua a procurar seu irmão. No fim está implícito se Ada havia sobrevivido e se o G-vírus estava seguro no pingente.

## Versões traduzidas
Resident Evil: City of the Dead, assim como outros livros da série escritos por S. D. Perry, foram traduzidos por um ex-grupo brasileiro de fãs da série conhecidos como FYFRE (Face Your Fear of Resident Evil), no entanto, tais versões são disponibilizadas apenas para download em PDF e não são comercializados legalmente.